# Gelochelidon
Gelochelidon är ett släkte tärnor i familjen måsfåglar inom ordningen vadarfåglar. Länge omfattade det bara en enda art, sandtärnan (G. nilotica), men allt oftare urskiljs australisk sandtärna (G. macrotarsa) som en egen art. Släktet Gelochelidon inkluderades tidigare oftast i Sterna, men urskiljs numera som eget släkte efter genetiska studier.